# باشگاه بسکتبال پالایش نفت آبادان

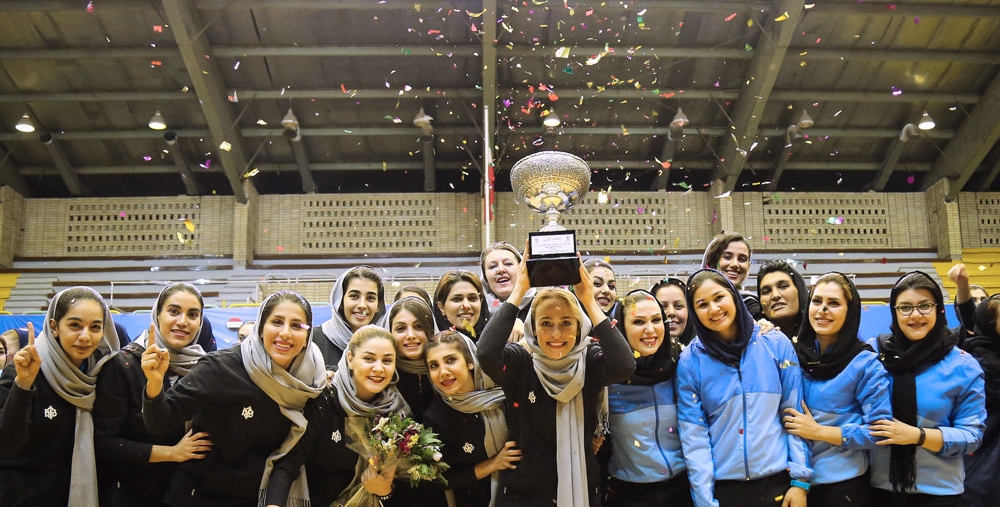
تیم پالایش نفت آبادان قهرمان لیگ ۱۳۹۶، جام قهرمانی بر دستان کاپیتان تیم مژگان خدادادی

باشگاه بسکتبال پالایش نفت آبادان یک باشگاه بسکتبال در شهر آبادان، ایران است. تیم مردان این باشگاه در فصل ۱۳۹۷–۹۸ قهرمان لیگ برتر بسکتبال مردان ایران شد. تیم زنان این باشگاه در لیگ برتر بسکتبال زنان ایران شرکت می‌کند و در لیگ سال ۱۳۹۶ به مقام قهرمانی کشور دست یافت.

## افتخارات

### لیگ برتر بسکتبال مردان ایران
- قهرمانی لیگ بسکتبال ایران: (۹۷–۹۸)
- نایب قهرمانی لیگ بسکتبال ایران: (۹۴–۹۵ ، ۹۵–۹۶)
- سومی جام باشگاه‌های آسیا: (۲۰۱۹)

### لیگ برتر بسکتبال زنان ایران
- قهرمانی: ۱۳۹۶
- نایب قهرمانی: ۱۳۹۵

## ترکیب کنونی

### تیم زنان
ترکیب کنونی تیم برای حضور در لیگ ۱۳۹۸ بسکتبال زنان عبارت است از: النازسیاهی، مریم ایزدبین، مهلا طاهری، مریم پورخلف، فائزه شهریاری، ایلناز مظهری، مریم جانکی، ترنم شاهین‌زاده، فریبا حسنی‌نژاد، روژانو محمودی و محدثه قسمی، به مربی‌گری زهرا مرتضی‌زاده.

## بازیکنان برجسته پیشین
- فرید اصلانی
- سجاد مشایخی
- مایک رستم پور
- سعید داورپناه
- آرن داوودی
- محمد حسن‌زاده
- حامد حدادی
- صمد نیکخواه بهرامی
- ارسلان کاظمی